# Афросимов, Павел Афанасьевич
Па́вел Афана́сьевич Афро́симов (Офро́симов)  (1752—1817) — генерал-майор, участник Кавказской войны и Анапского похода 1790 года, владелец имения Пущино-на-Оке.

## Биография
Родился 28 октября 1752 года, происходил из дворян Тульской губернии, был сыном полковника в отставке и действительного статского советника Афанасия Леонтьевича Офросимова, Смоленского прокурора и затем главного судьи Судного приказа.
В 1765 году был записан сержантом во 2-й фузелерный полк, продолжая службу в котором, последовательно получал чины: в 1767 г. — штык-юнкера, в 1769 г. — подпоручика, в 1778 г. — капитана и 24 ноября 1784 г. — майора.
Числясь при артиллерии Кубанского корпуса, Афросимов принял участие в известном своей неудачей зимнем походе 1790 г. генерала-поручика Ю. Б. Бибикова к Анапе. С семью орудиями, в составе отряда, Афросимов в январе выступил в поход за Кубань из Прочного Окопа, с отличием участвовал 24 марта в штурме Анапы и был свидетелем последовавшего затем гибельного отступления к Георгиевску русских войск.
Этому отряду, под неотступным преследованием черкесов, предстояло перейти пространство, залитое водой; Бибиков намеревался совершить обходное движение, но встретил общее несочувствие отряда к следованию по пути, который ещё более должен был изнурить войска и подвергнуть их большой опасности. Афросимов, с своей стороны, объявил, что зарядов осталось только на пять орудий. В пылу гнева, Бибиков приказал приковать Афросимова к пушке, но тотчас же освободил его, когда убедился в действительной опасности обходного движения; первые же засады черкесов, встреченные по пути в горах, понудили Бибикова отказаться от своей мысли и вести отряд через воду.
При обратной переправе через Кубань, Афросимов, забыв оскорбление, явился одним из наиболее энергичных помощников Бибикова, но переправа, за отсутствием мостов и лодок, была столь же неудачна, как и весь поход. Артиллерийская команда потеряла два орудия, почти всю амуницию; из 201 упряжной лошади вернулось только три.
Приняв вслед за тем начальство над артиллерией в отряде войск генерал-майора Германа, Афросимов с отличием участвовал в сражении 30 сентября на реке Тохтамыше, где огнём орудий ему удалось сбить батареи Батал-паши на правом фланге. И. И. Герман писал об этом сражении: «Турки, растянув свою линию по над речкою Тохтамысом, открыли свои батареи. Вскоре после их скорых выстрелов артиллерии майор Афросимов поспешил с своею батареей, равно и пехота немедленно примкнула ко мне. … Сражение продолжалось уже во всех частях с разными переменами около двух часов; но решительного ещё ничего нельзя было применить; между тем артиллерии майор Афросимов успел сбить неприятельские батареи на правом их фланге; огонь примечен был реже и гораздо слабее».
За оказанные в кампанию 1790 г. боевые отличия, Афросимов был награждён орденами св. Владимира 4-й степени и 25 марта 1791 г. — св. Георгия 4-й степени; в тот же день состоялось производство его в подполковники и назначение к командованию Московской гарнизонной артиллерийской ротой. С оставлением в последней должности, он был определён обер-кригскомиссаром и 3 сентября 1791 г. присутствующим в Московской артиллерийской конторе.
Получив за служебные отличия 28 июня 1794 г. чин полковника, Афросимов, в 1798 г. был произведён в генерал-майоры, и вскоре за тем уволен от службы. В 1806 г. приобрёл подмосковную деревню Пущино-на-Оке. Скончался 17 марта 1817 года в Москве, похоронен на кладбище Новоспасского монастыря.
П. А. Афросимов был женат на Настасье Дмитриевне урождённой Лобковой (1753—1826), их дети: Елена (1794—1830), Александр (1782—1846, полковник), Константин (1785—1852, генерал-майор, кавалер ордена св. Георгия 4-й степени).